# 约科·格里普
约科·格里普（芬蘭語：Jouko Grip，1949年1月10日—），芬兰男子冬季两项、越野滑雪、田径运动员。他曾代表芬兰参加1984年、1988年、1992年、1994年、1998年和2002年残疾人奥林匹克运动会，获得十二枚金牌和五枚银牌。